# ذاكرة صورية
الذاكرة التخيلية (بالإنجليزية: Eidetic memory) هو مصطلحٌ يشير إلى نوع معين من الذاكرة، وتحديدا نوع من الذاكرة الفوتوغرافية (أو البصرية)، تتميز بظهور فوري للصورة العقلية بعد رؤية شيء ما (على سبيل المثال، لوحة )، التي، مع ذلك، تصبح أقل وضوحا مع مرور الثواني.
الذاكرة التخيلية تميز مرحلة الطفولة ومقتبل المراهقة، وتختفي في سن البلوغ، وتظهر في بعض الحالات في سن الشيخوخة. ويبدو أن تترافق مع متلازمة اسبرجر وليست نادرة في الأشخاص الذين يعانون من تخلف عقلي.

## الفرق بين الذاكرة الصورية والذاكرة التخيلية
تُستخدم عادة مصطلحات الذاكرة التخيلية والذاكرة الصورية بشكل متبادل، ولكنهما أيضًا قابلتان للتمييز. أشارت العالمة أنيت كوجاوسكي تايلور إلى أنه "في الذاكرة التخيلية، يكون للشخص صورة عقلية تقريبًا أو صورة فوتوغرافية مخلصة لحدث في ذاكرته. ومع ذلك، لا تقتصر الذاكرة التخيلية على الجوانب البصرية للذاكرة، بل تشمل أيضًا الذكريات السمعية والجوانب الحسية المختلفة عبر مجموعة من المحفزات المرتبطة بصورة بصرية." علق الكاتب أندرو هودمون قائلاً: "أمثلة الأشخاص ذوي الذاكرة المشابهة للصورة الفوتوغرافية نادرة. الصورة التخيلية هي القدرة على تذكر صورة بتفاصيلها وكأن الشخص لا يزال ينظرللصورة. ولكنها ليست مثالية، حيث تخضع للتشويهات والإضافات (مثل الذاكرة العرضية)، والنطق أيضًا يتداخل مع الذاكرة.
يمكن تعريف الذاكرة الصورية على أنها القدرة على استرجاع صفحات من النصوص أو الأرقام أو ما شابه ذلك بتفاصيل كبيرة، دون الاستعانة بالتصور الذي يأتي مع الذاكرة التخيلية. يمكن وصفها بأنها القدرة على النظر بإيجاز في صفحة معلومات ثم تكرارها بشكل مثالي من الذاكرة. لم يتم إثبات وجود هذا النوع من القدرة حتى الآن.